# إم151
مركبة جيب إم 151 موت (بالإنجليزية:M151 MUTT) ، هي مركبة حربية متنقلة تركب لثلاثة أشخاص ويستخدمها أحد قادة الجيش ، هذه المركبة أستخدمت في فترة الحرب الباردة ، كما في الحرب الكورية وفيتنام ، تلك المركبة استخدمت خدمة للجيش الأمريكي قبل أن تتخلى عنها أواخر عام 1989م ، عندما استخدم الجيش الأمريكي مركبة الهامافي في عملية عسكرية بجمهورية بورما.

## مستخدمون
معظم المركبات العسكرية التي استخدمت في الدول ، نقلت إلى المتحف العسكري.

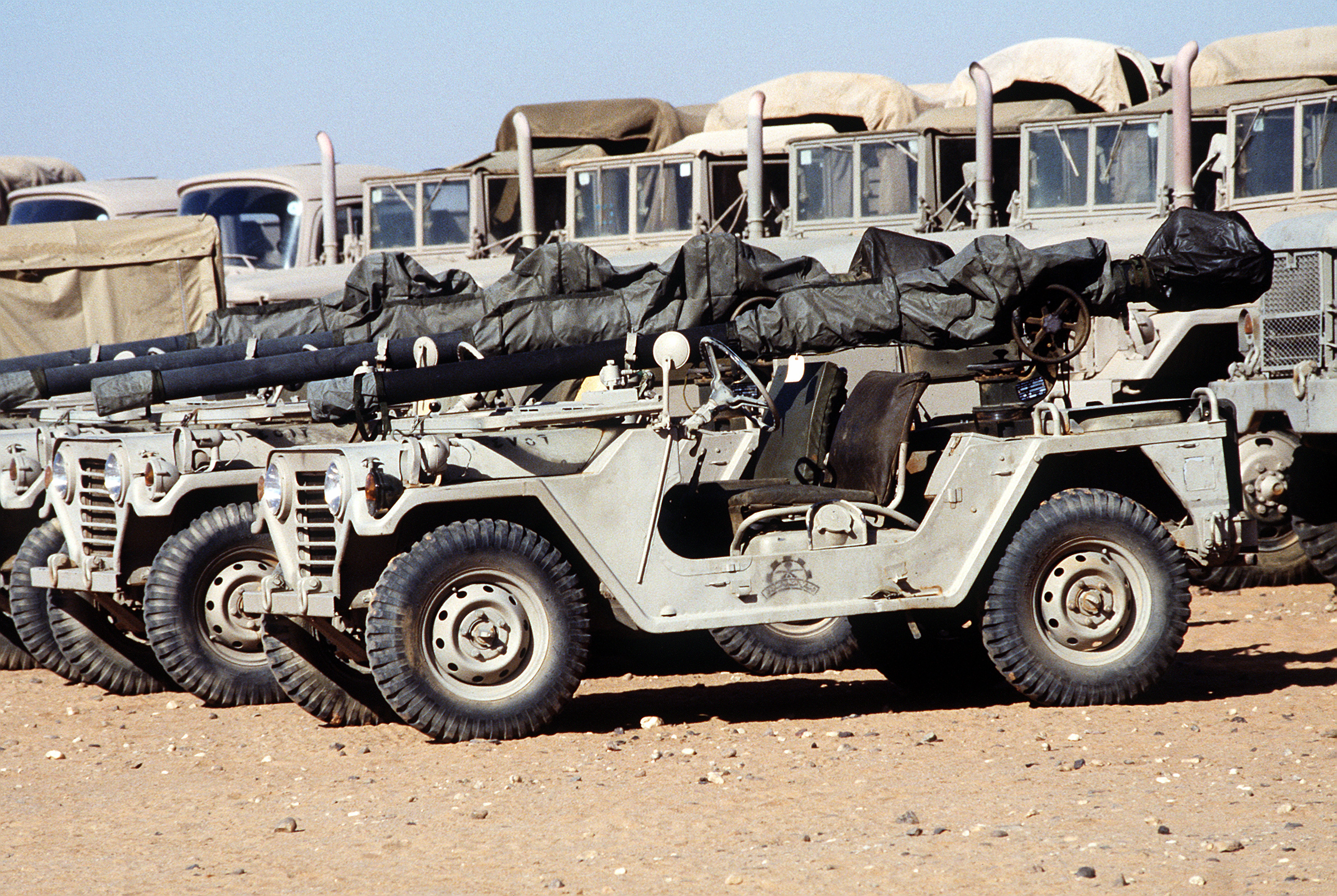
تملك السعودية سيارة جيب من نوع M151 خلال حرب الخليج الثانية قبل أن تتخلى عنها نهائياً.

- الجزائر.
- كندا.
- الدنمارك.
- مصر.
- إسرائيل.
- لبنان.
- باكستان.
- الفلبين.
- السعودية.
- المملكة المتحدة.
- الولايات المتحدة.

## وصلات خارجية
- M151 at GlobalSecurity.org
- TheM151Mutt.com
- Ford M151 (New location)
- Ken's Muttpage (New location 12/08)
- IDF m151's on Jeepolog.com
- G838 Mutt Fan Site and Forums